# 인천교통공사 2000호대 전동차
인천교통공사 2000호대 전동차는 2016년 7월 30일 인천 도시철도 2호선 개통과 함께 도입된 인천교통공사의 경전철 차량이다. 현재 총 2량 43개 편성(86량)이 운행하고 있다.

## 개요
2량 1편성으로 구성되며, 2개 편성을 중련하여 4량 편성이 가능하므로, 비상시 안전을 위하여 안전요원이 항시에 탑승한다. 무인 운전 방식을 채택하여 운전실이 별도로 구획되어 있지 않으며, 열차 양 끝에 간이운전대가 설치되었다. 차량 가격은 1편성에 48억원(2량 기준)으로 책정했다.

## 도입 역사

### 1차 도입분 (2012년3월~2014년1월)
- 운연차량사업소 소속: 201~237편성(총 37개 편성)
- 제작사: 현대로템
- 제어방식: VVVF-IGBT(스코다)

2016년 7월 30일 1단계 구간 개통 대비분으로서 도입됐다. 2차 도입분 도입됨과 동시에 4량으로 증차할 가능성이 있다.

### 2차 도입분 (2021년3월)
- 운연차량사업소 소속: 238~243편성(총 6개 편성)
- 제작사: 우진산전
- 제어방식: VVVF-IGBT(스코다)

인천 도시철도 2호선에서 운행될 차량으로, 총 6개 편성이 도입됐다. 2량 1편성으로 운행되며, 출근시간대엔 4량 복합열차를 편성한 것이 가능하다.

### 3차 도입분(2029년예정)
- 운연차량사업소 소속: 244~248편성(총 5개 편성)
- 제작사: 미정
- 제어방식: 미정

## 편성
|            | ◇◇   | ◇◇   |        |
| ← 검단오류 | 20XX | 21XX | 운연 → |

## 배속
- 201~243편성: 운연차량사업소, 2량

## 현재 운행구간
- ● 인천 도시철도 2호선: 검단오류(검단산업단지) - 운연(서창)역

## 현황
현재 운행 중인 차량은 굵은 글씨로 표시했다.
| 차호     | 도입 시기 | 운행 중단 시기 | 비고 |
| -------- | --------- | -------------- | ---- |
| 201 편성 | 2012년    | 운행 중        |      |
| 202 편성 | 2012년    | 운행 중        |      |
| 203 편성 | 2012년    | 운행 중        |      |
| 204 편성 | 2012년    | 운행 중        |      |
| 205 편성 | 2012년    | 운행 중        |      |
| 206 편성 | 2012년    | 운행 중        |      |
| 207 편성 | 2014년    | 운행 중        |      |
| 208 편성 | 2014년    | 운행 중        |      |
| 209 편성 | 2014년    | 운행 중        |      |
| 210 편성 | 2014년    | 운행 중        |      |
| 211 편성 | 2014년    | 운행 중        |      |
| 212 편성 | 2014년    | 운행 중        |      |
| 213 편성 | 2014년    | 운행 중        |      |
| 214 편성 | 2014년    | 운행 중        |      |
| 215 편성 | 2014년    | 운행 중        |      |
| 216 편성 | 2014년    | 운행 중        |      |
| 217 편성 | 2014년    | 운행 중        |      |
| 218 편성 | 2014년    | 운행 중        |      |
| 219 편성 | 2014년    | 운행 중        |      |
| 220 편성 | 2014년    | 운행 중        |      |
| 221 편성 | 2014년    | 운행 중        |      |
| 222 편성 | 2014년    | 운행 중        |      |
| 223 편성 | 2014년    | 운행 중        |      |
| 224 편성 | 2014년    | 운행 중        |      |
| 225 편성 | 2014년    | 운행 중        |      |
| 226 편성 | 2014년    | 운행 중        |      |
| 227 편성 | 2014년    | 운행 중        |      |
| 228 편성 | 2014년    | 운행 중        |      |
| 229 편성 | 2014년    | 운행 중        |      |
| 230 편성 | 2014년    | 운행 중        |      |
| 231 편성 | 2014년    | 운행 중        |      |
| 232 편성 | 2014년    | 운행 중        |      |
| 233 편성 | 2014년    | 운행 중        |      |
| 234 편성 | 2014년    | 운행 중        |      |
| 235 편성 | 2014년    | 운행 중        |      |
| 236 편성 | 2014년    | 운행 중        |      |
| 237 편성 | 2014년    | 운행 중        |      |
| 238 편성 | 2021년    | 운행 중        |      |
| 239 편성 | 2021년    | 운행 중        |      |
| 240 편성 | 2021년    | 운행 중        |      |
| 241 편성 | 2021년    | 운행 중        |      |
| 242 편성 | 2021년    | 운행 중        |      |
| 243 편성 | 2021년    | 운행 중        |      |

## 같이 보기
- 인천교통공사
- 인천 지하철 2호선
- 인천교통공사 1000호대 전동차